# ドリームなごや号
ドリームなごや号（ドリームなごやごう）とは、東京都と愛知県内各地（一部は岐阜県）を結ぶ、夜行便の高速乗合バス「ドリーム号」の一路線である。
この項目では2021年1月31日まで東京都と愛知県を結んでいたJRバスが運行する夜行路線のレディースドリームなごや号、青春ドリームなごや号・青春レディースドリームなごや号、ドリームとよた号についても記述する。

## 概説

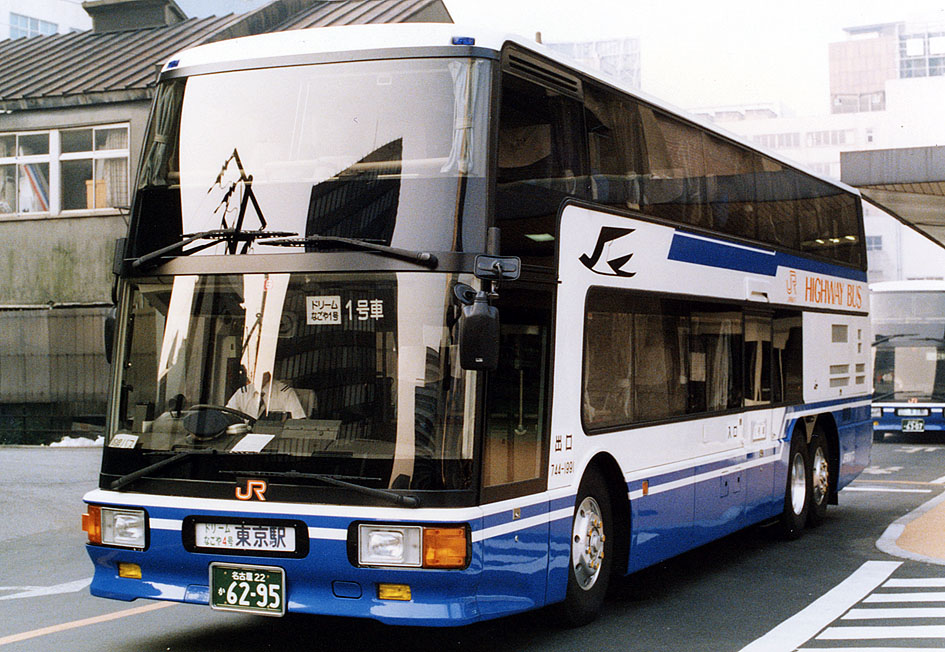
エアロキング導入後のドリームなごや号 744-1991

東京 - 名古屋間のドリーム号の運行は、1969年6月10日の日本国有鉄道自動車局が東名高速線の運行を開始した時に、ドリーム号京都系統を名古屋経由で設定したのが始まり。1969年12月3日より名古屋系統と京都系統（現在の「ドリーム号」京都系統）にそれぞれ独立させた。
JR化後の1988年、「ドリーム5・6号」を「ドリームなごや号」に改称。1989年9月9日より岐阜駅まで延長。岐阜駅延長は週末中心だったが1997年3月20日から定期化。他のドリーム号が独立3列シート化された後も、しばらくは4列シートの国鉄専用型式での運行が続いていたが、1991年7月21日より2階建バス（三菱ふそう・エアロキング）を使用して、定員を減らさずに独立3列シート化を行った（ただし、車両2階後方の座席は4列のまま）。なお、2階建バスの採用は「ドリームふくふく号」に続いて2番目である。1991年7月26日からは、岡崎市から豊田市・瀬戸市を経由する「ドリームとよた号」の運行を開始した。「ドリームとよた号」も「ドリームなごや号」と同様に周遊券での利用も可能であった。その名残で、2013年3月31日まで周遊きっぷと「夜行バス周遊利用券」の購入で利用が可能になっていた。
1998年3月20日には、JRバス関東とJR東海バスが共同で、中央道経由の新宿駅新南口 - 名古屋駅間に「ニュードリーム名古屋号」（のち「中央ドリーム名古屋号」→「ドリームなごや・新宿号」に改称）の運行を開始、専用車としてボルボ・アステローペを採用した（現在は他系統と同様の2階建バス（三菱ふそう・エアロキング）で運行）。2012年7月1日出発便から、上り「ドリームなごや・新宿2号」、2016年8月1日出発便から、「青春ドリームなごや(下り3号以外)」、2023年4月1日出発便から、下り「ドリームなごや5号」は新東名高速道路経由（時期不明だがドリームなごや・新宿2号は東名高速経由に変更）。
2017年12月1日には、「ドリームなごや・新宿号」と「ドリームなごや・三河号」を「青春ドリームなごや号」に変更した。また、号番を変更し、ドリーム号、青春ドリーム号で通し番号となり、週末運行のレディース便は500番台となった。
2021年2月1日より「ドリームとよた号」と「青春ドリームなごや号」を「ドリームなごや号」へ統合。

## 運行会社
- ジェイアール東海バス（ドリームなごや5号・6号を除く全便）
- ジェイアールバス関東（ドリームなごや5号・6号）

## 運行系統・経路

### ドリームなごや1・2号<豊田・ららぽーと愛知東郷・日進・赤池経由>
東京駅八重洲南口（到着は日本橋口） - 霞が関 <上り便のみ> - （首都高速道路） - 東名江田 - （東名高速道路） - 三河豊田駅前 - 新豊田駅 - ららぽーと愛知東郷 - 日進駅前 - 赤池駅前  - 八事 - 杁中（いりなか） - 御器所通 - 名古屋駅（新幹線口）

### ドリームなごや3号・4号<岡崎・三河安城経由>
新木場駅 - 東京駅八重洲南口（到着は日本橋口） - バスタ新宿 - （首都高速道路） - （東名高速道路） - 東岡崎駅南口 - 岡崎駅 - 三河安城駅（新幹線北口） - 名古屋駅（新幹線口）

### ドリームなごや5号・6号<春日井経由>
東京駅八重洲南口（到着は日本橋口） - バスタ新宿 -（首都高速道路） - （中央自動車道）- 春日井駅 -（名古屋高速道路）- 栄（オアシス21）- 名古屋駅（新幹線口）

### ドリームなごや7・10号
東京駅八重洲南口（到着は日本橋口）- 霞が関 <上り便のみ> -（首都高速道路）- （東名高速道路） - 名古屋インター - 星ヶ丘 - 本山 - 千種駅前 - 栄（オアシス21） <下り便のみ> (※2) - 名古屋駅（新幹線口） - 尾張一宮駅 - 岐阜駅（北口）

### ドリームなごや9号・8号<徳重・新瑞橋・金山経由>
新木場駅 - 東京駅八重洲南口（到着は日本橋口） - 霞が関 <上り便のみ> -（首都高速道路） - （東名高速道路・新東名高速道路） - 地下鉄徳重 - 新瑞橋 - 金山駅（南口） - 名古屋駅（新幹線口）
※特定日のみ運行。

### ドリームなごや11号・12号
東京駅八重洲南口（到着は日本橋口） - 霞が関 <上り便のみ> -（首都高速道路） - （東名高速道路・新東名高速道路） - 名古屋駅（新幹線口）
※特定日のみ運行。

## 歴史
- 1969年（昭和44年）
  - 6月10日 - 国鉄バス「ドリーム号」東京 - 名古屋 - 京都系統運行開始。
  - 12月3日 - 東京 - 名古屋 - 京都系統を東京 - 名古屋系統と東京 - 京都系統（直行便）に分割。
- 1987年（昭和62年）4月1日 - 国鉄分割民営化により、「ドリーム号」名古屋系統（5・6号）はJR東海の担当となる。
- 1988年（昭和63年）4月1日 - 旅客鉄道本州3社のバス部門分社化により、JR東海バスの担当となる。
- 1989年（平成元年）
  - 3月3日 - 「ドリームなごや号」と改称の上[5]、1日2往復に増便。
  - 9月9日 - 1往復を週末のみ（岐阜発金・土、東京発土・日）岐阜駅まで延長[1]。
- 1991年（平成3年）
  - 7月21日 - 独立3列シートの2階建てバス（三菱ふそう・エアロキング）を投入[6]。
  - 7月26日 - 「ドリームとよた号」運行開始[6]。
- 1997年（平成9年）3月20日 - 「ドリームなごや号」の岐阜延長を定期化[2]。
- 1998年（平成10年）3月20日 - 「ニュードリーム名古屋号」1日1往復で運行開始（JRバス関東とJR東海バスの共同運行）[3]。
- 1999年（平成11年）3月1日 - 「ドリームとよた号」に尾張旭駅前バス停を追加[7]。
- 2000年（平成12年）7月20日 - 「ニュードリーム名古屋号」1日2往復に増便[8]。
- 2001年（平成13年）12月1日 - 「青春ドリームなごや号」運行開始。
- 2002年（平成14年） - 「ニュードリーム名古屋号」の上り便と「ドリームなごや号」の1往復が「栄」に停車。岐阜系統を「ドリームなごや岐阜号」とする（名古屋系統（1・4号）と同時刻で運行されるが、栄には停車しない）。
- 2004年（平成16年）8月22日 - 「ドリームとよた号」の瀬戸記念橋バス停を廃止。
- 2005年（平成17年）5月27日 - 「レディースドリームなごや号」運行開始。「ドリームなごや岐阜号」を「ドリームなごや号」と統合。
- 2006年（平成18年）7月20日 - 東名経由の各系統に「本山」バス停を追加（「青春ドリームなごや号」は上下便とも停車、他の各系統は下り便のみ停車）。
- 2007年（平成19年）12月1日 - 「ドリームとよた号」に「八草駅前」バス停を追加。
- 2009年（平成21年）
  - 1月9日 - 岐阜駅発着の「ドリームなごや1号・2号」に「尾張一宮駅前」バス停を追加。
  - 3月31日 - 「ドリームなごや号」の回数券発売終了。
  - 4月1日 - 「ドリームなごや1号・2号・3号」、「レディースドリームなごや1号」、「青春ドリームなごや号」に「名古屋インター」バス停を追加。
  - 4月3日 - 週末など混雑期の臨時便「青春レディースドリームなごや号」（女性専用）運行開始。ダイヤは青春ドリームなごや号と同じ。
  - 6月1日 - 「ニュードリーム名古屋号」を除く各系統を対象に「オンライン・ポイント」サービス開始。ポイントは次回購入時の値引きに使用できる。また6月1日から30日までドリーム号開業40周年記念謝恩の「スーパー早売」運賃を設定。
  - 7月24日 - 「ドリームとよた号」にバス停新設（三河豊田駅前、印場駅）。
  - 8月1日 - 「ドリームなごや3号・4号」に新型車両を導入（一部在来車を改造）、1階席にプレミアムシートを設定。
  - 10月1日 - 地下鉄鶴舞線沿線・日進・東郷町経由の東京駅 - 名古屋駅間新ルートで上下各1便新設。それに伴いドリームなごやの各号数が変更。新ルート便が1号・2号、岐阜駅発着便が3号・4号、プレミアムシート設定便が5号・6号となる。
  - 12月18日 - 新宿駅 - 三河安城駅・名古屋駅間に夜行便「新宿ドリーム三河・なごや号」、昼行便「新宿ライナー三河・なごや号」運行開始。ニュードリーム名古屋号は「中央ドリーム名古屋号」と改称して上下各1便に減便、桃花台バス停を追加。
- 2010年（平成22年）
  - 4月1日 - プレミアムシート設定便が「ドリームなごや5号・6号」から岐阜駅発着便の3号・4号に変更。
  - 6月1日 - 「ドリームなごや5号・6号」にスーパーシートを設定。普通運賃＋スーパーシート料金600円。
  - 12月9日 - 名古屋駅ターミナルが桜通口から仮設の新幹線口へ移転、ダイヤ改正を実施。名古屋駅23:50発臨時便「ドリームなごや8号」を新設（運行開始は翌12月10日）。
- 2012年（平成24年）
  - 7月1日 - 「中央ドリーム名古屋号」を「ドリームなごや・新宿号」に改称し東京駅まで延長、中央道桃花台バス停を廃止。「新宿ドリーム三河・なごや号」は「ドリームなごや・三河号」に改称し新宿駅経由の東京駅発着に変更、岡崎駅に停車。今回の改正で「ドリームなごや・三河号」と「ドリームなごや・新宿号」も他のドリームなごや系統と往復割引・乗車変更・高速バスネット上のオンラインポイント制度が同一（共用）になった。ドリームなごや号のスーパーシート9席はビジネスシート6席に改装。
  - 8月31日　- この日の上り名古屋発（下り東京発は翌9月1日）より臨時便「青春ドリームなごや号（3号・4号）」が1往復増。名古屋地区の金山駅・野並・地下鉄徳重経由で週末・休日等の特定日のみ運行。
- 2013年（平成25年）3月1日 - この日の出発便より「ドリームなごや・三河号」が新宿駅経由となる。上り便のみ池尻大橋に停車（霞が関停車を廃止）。同時に運賃改定が行われ、月 - 木曜、金曜、土日祝日の3種類からS（特定日）、A（原則休前日）、B（休日及び繁忙期）、C（主に平日閑散期）の4種類運賃となる。
- 2016年（平成28年）
  - 5月11日 - 一部便を新木場駅まで延長[9]。
  - 11月30日 - 「ドリームとよた号」の印場駅乗り入れが終了。
- 2017年（平成29年）12月1日 - 「ドリームなごや・新宿号」と「ドリームなごや・三河号」の車両を3列シートから4列シートに変更し、愛称を「青春ドリームなごや号」に変更[10]。
- 2018年（平成30年）8月1日 - 「青春ドリームなごや号」4号・7号の有松小学校・鳴海栄町・南区役所の各バス停と上りのみ停車していた池尻大橋バス停を廃止(新瑞橋・瑞穂区役所の両バス停は15号・8号が代替停車)。これに伴い、この1往復は三河安城駅 - 名古屋駅間がノンストップとなる。
- 2019年（令和元年）10月1日 - 消費税率引き上げに伴う運賃改定[11][12]。
- 2020年（令和2年）10月1日 - 「ドリームなごや号」1号・6号の和合バス停を廃止。「ららぽーと愛知東郷」モール内にバス停を新設[13]。
- 2021年（令和3年）2月1日 - 「ドリームとよた号」と「青春ドリームなごや号」を「ドリームなごや号」に統一。東岡崎駅南口バス停を新設し、康生町・八草駅前・瀬戸駅前・瀬戸市駅・尾張旭駅前・野並・瑞穂区役所・島田（名古屋市天白区）の各バス停を廃止[14]。
- 2022年（令和4年）6月30日 - この日の出発便をもって「ドリームなごや号」3号・4号で運行していたプレミアム・シート付車両の運行を終了。翌日（7月1日）出発便よりクレイドル・シート付車両での運行となる[15]。
- 2024年（令和6年）3月1日 - ダイヤ改正。JRバス関東運行便（ドリームなごや5号・6号）を中央道経由に変更[16]。「ドリームなごや号」1号・2号で運行していたビジネス・シート付車両の運行を終了。この日の出発便よりクレイドル・シート付車両での運行となる。

## 車両・座席・装備
ドリームなごや1・3・7・2・4・10号
- 2階は独立3列シート（クレイドル・シート）、1階は4列シートを装備するスカニア・J-InterCityDD。全席USBポート付・フリーWi-Fi完備。

ドリームなごや5・9・11・6・8・12号
- 原則は4列ワイドシート40席車両だが増車等で補助席付き4列シート車両となることもある。
- 4列ワイドシート（補助席なし・センターアームレスト付き・新しい車両には充電コンセントや空気清浄機を搭載、幅広4列シート・楽座シート）。
- 2013年7月導入の新車にはフットレストや衝突軽減ブレーキ装置が新たに追加されている（ハイグレード4列ワイドシート）。
- 補助席付き4列シート（センターアームレストなし、4列スタンダードシート）。
- 過去にはワイドシート36席で豪華化粧室（パウダールーム）トイレ仕様の車両が使われていた。

### 過去の車両
長らく4列シート40人乗りの国鉄専用型式を使用してきたが、他のドリーム号（当時は京都と大阪しかなかった）にスーパーハイデッカーが投入されると、設備面で見劣りするようになった。JR化後には、国鉄専用型式の中からMS735SAに対して改造を行なった。改造の内容は、シートピッチ拡大を行ない、4列シートのままながら定員36名とするもので、同仕様の三菱ふそう・エアロバスや、他のドリーム号と同様の三菱ふそう・エアロクィーンWも導入されたが、ダブルデッカー導入後は4列シート車両をドリームなごや号に充当する事例は少なくなり、後にダブルデッカーに統一した。 青春ドリームなごや号運行開始当初は、昼行便の東名ハイウェイバスなどと共通の一般的な補助席付き4列シート車両であった。
| ビジネスシート（744-10993） |  | プレミアムシート（744-05994） |
| ビジネスシート（744-10993） |  | プレミアムシート（744-05994） |

また、2009年8月1日からはプレミアムシート、2010年6月1日からはスーパーシート（2012年7月1日よりビジネスシート）を設定した。プレミアムシートは2022年6月30日、ビジネスシートは2024年2月29日の運行をもって終了した。
- プレミアムシート
  - シート間隔135cm・リクライニング約156度・シート幅約60cm・可動式枕・大型フットレストとレッグレスト・専用車内荷室・仕切りカーテン・ワンドリンクサービス・充電コンセント。運賃＋特別シート料金。1階に3席。早売り運賃の設定はなかった。
- ビジネスシート
  - シート間隔118cm・リクライニング約145度・シート幅52.5cmまたは45.5cm[18]・可動式枕・オットマン・大型レッグレスト・充電コンセント・Wi-Fi・仕切り壁やカーテン。運賃＋特別シート料金。2階前方に6席。

### 過去の使用車両画像一覧

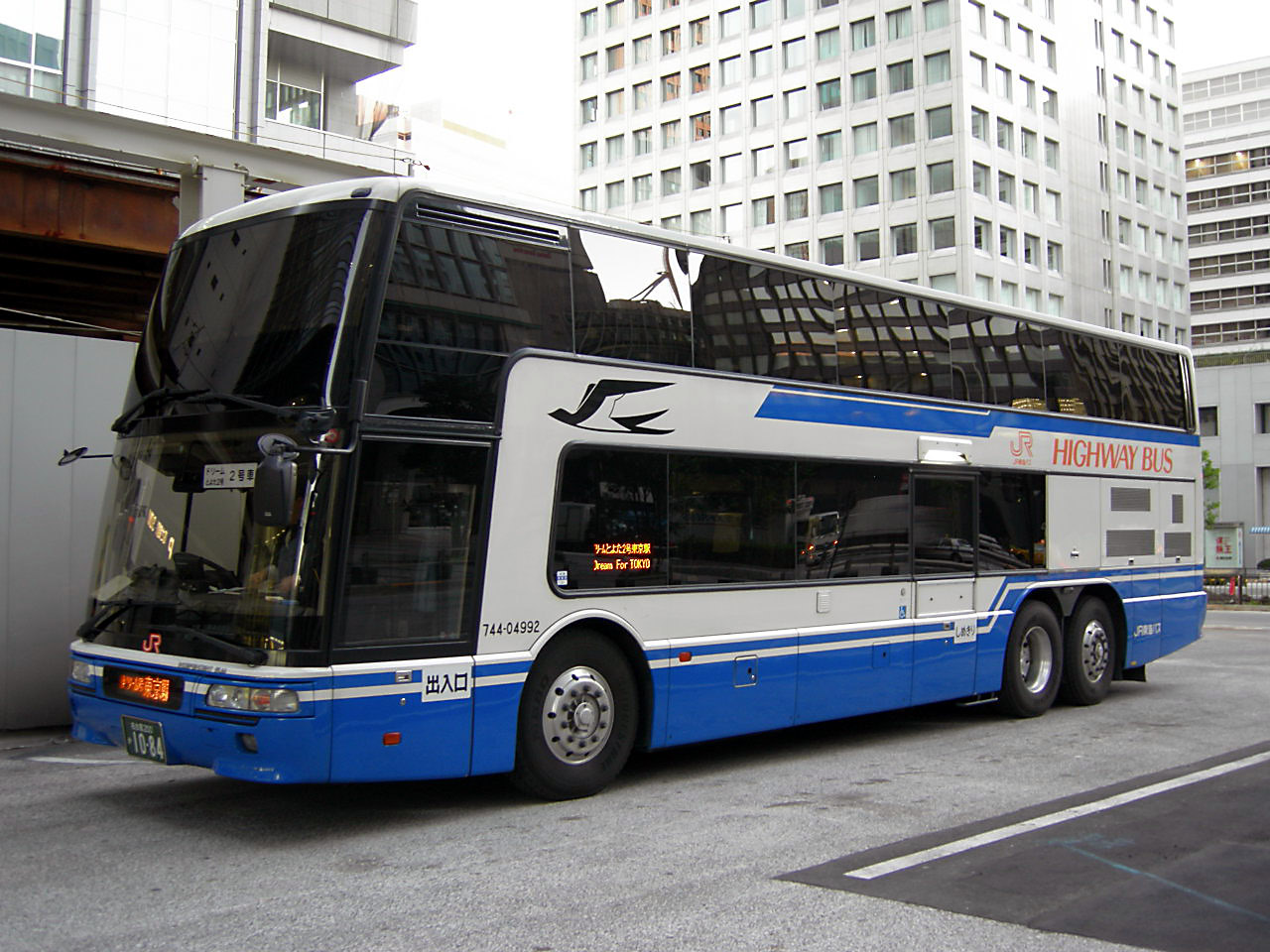
ドリームとよた号 744-04992
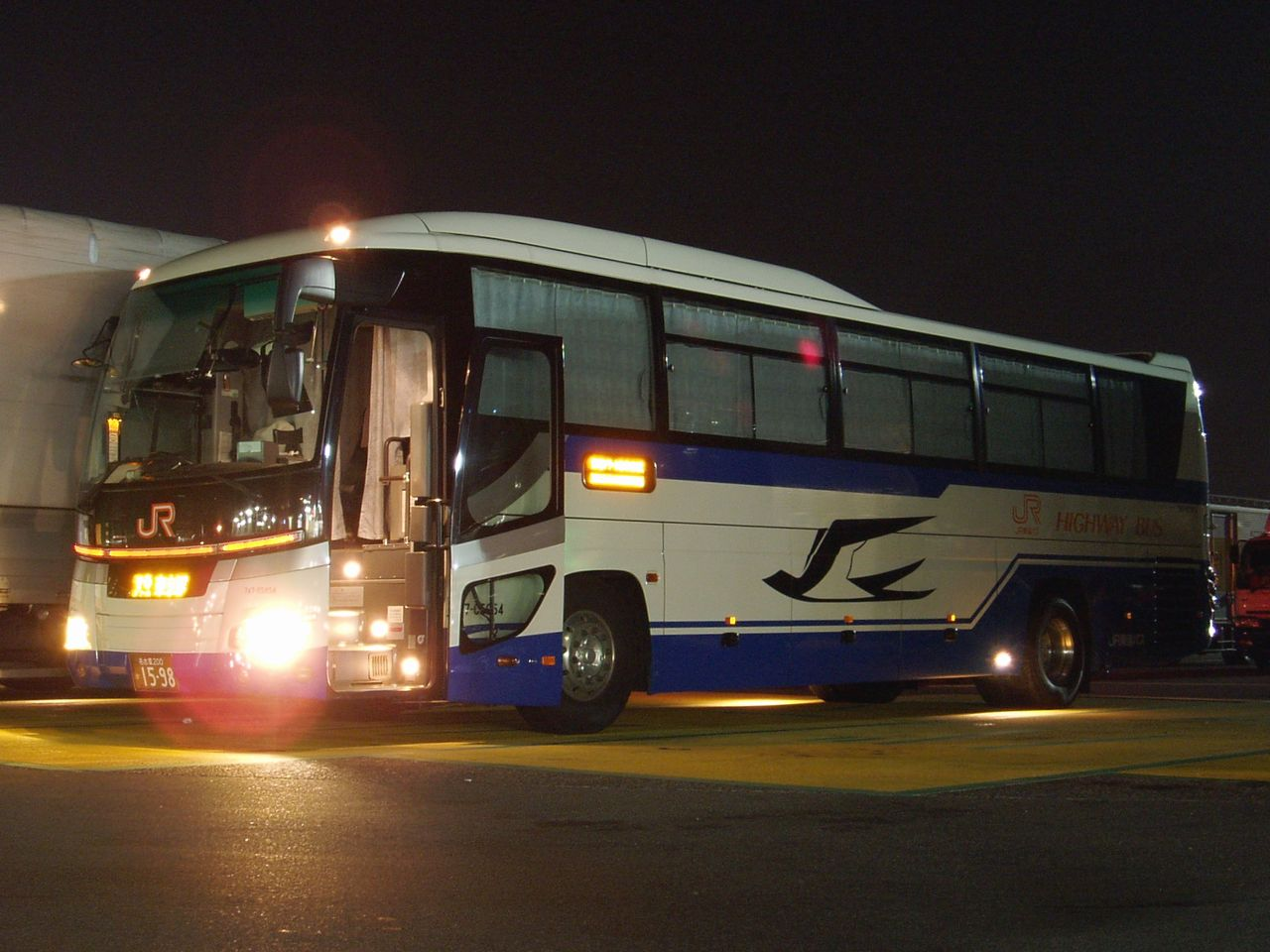
青春ドリームなごや号 747-05954
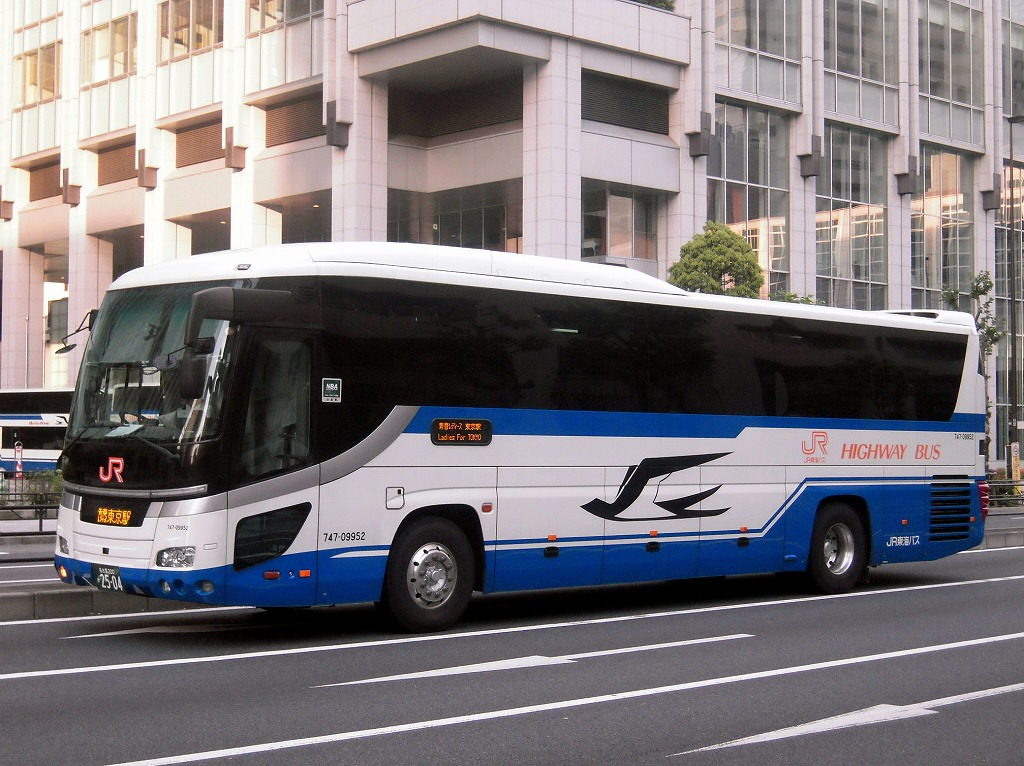
青春レディースドリームなごや号 747-09952
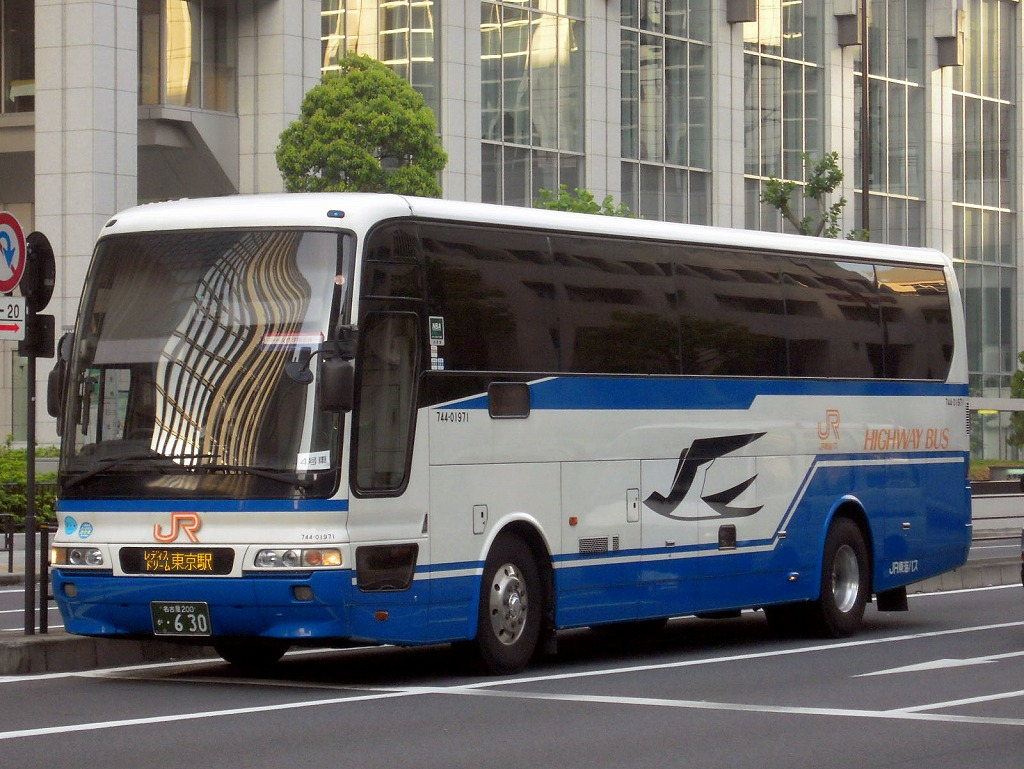
続行便に使用されるスーパーハイデッカー車 744-01971
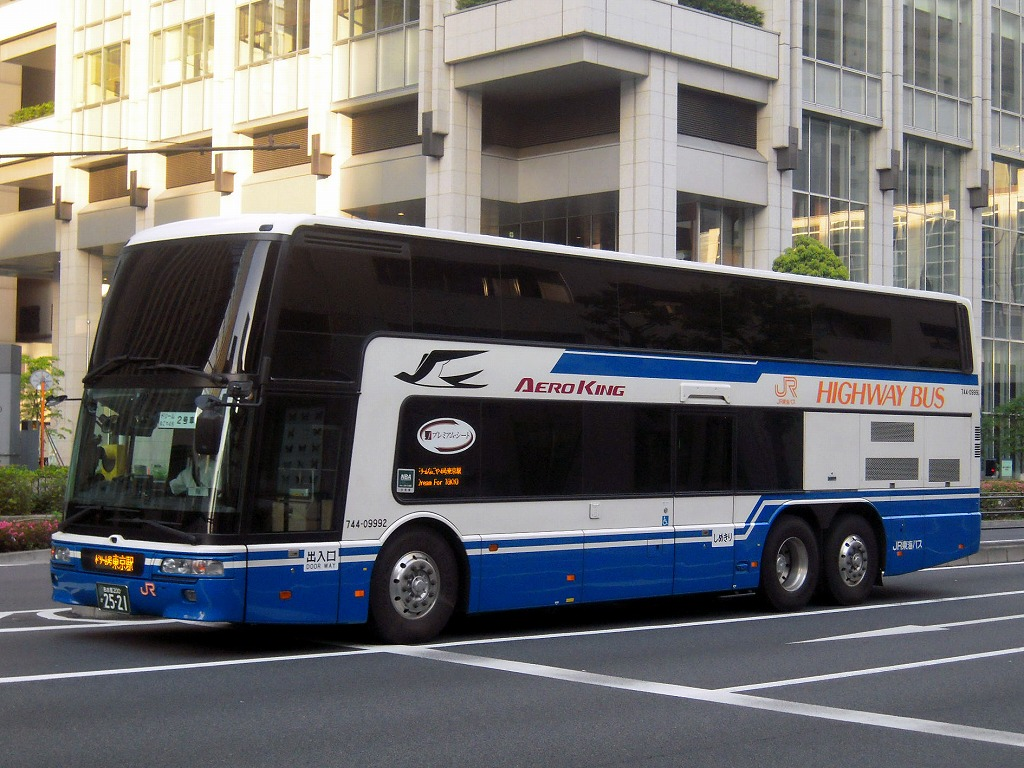
ドリームなごや号（プレミアムシート装備車） 744-09992
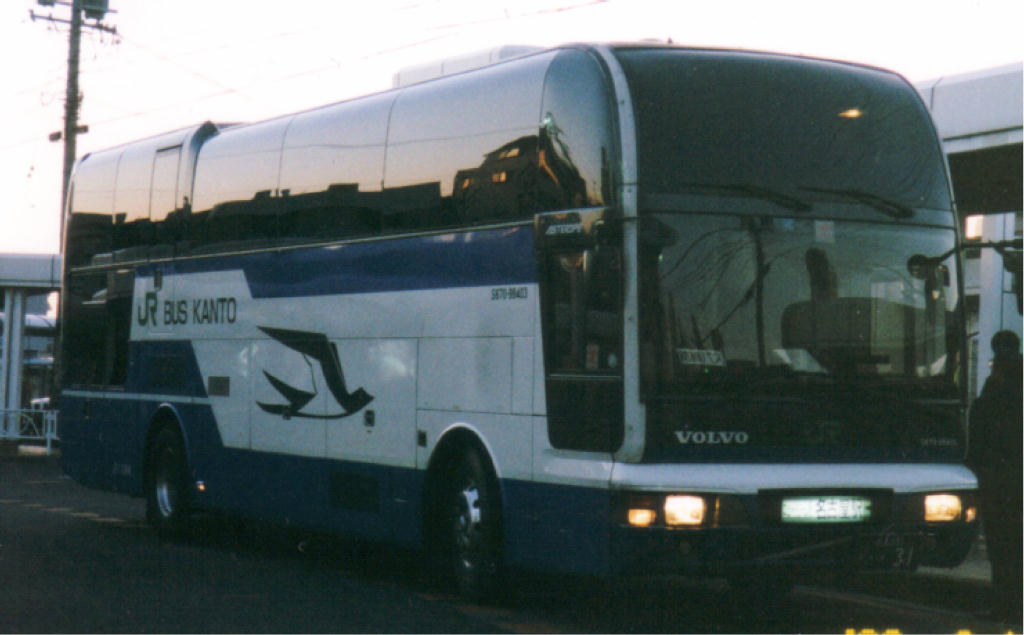
ニュードリーム名古屋号 D670-99403
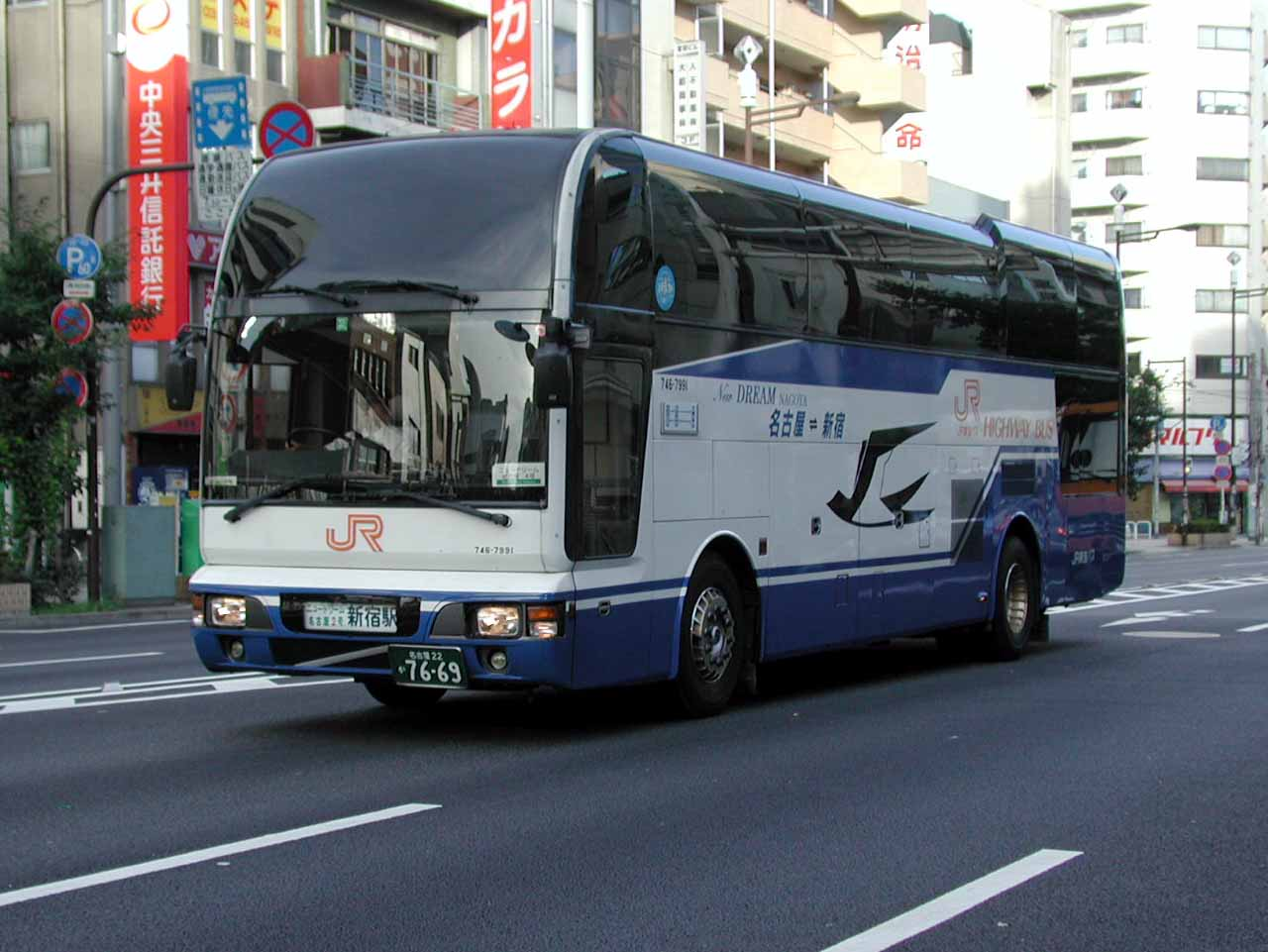
ニュードリーム名古屋号 746-7991